# Romain Deconinck
Romanus Arthur Julius (Romain) Deconinck (Gent, 7 december 1915 - aldaar, 1 december 1994) was een Vlaams acteur, zanger, komiek, regisseur en conferencier. Hij wordt gezien als een van de boegbeelden van het Vlaamse volkstheater. Bij het grote publiek was hij vooral bekend omwille van zijn samenwerkingen met Gaston en Leo en zijn radioprogramma De peperbus.

## Biografie
Romain werd geboren in een arbeidersgezin en zijn kinderjaren sleet hij in een volkse buurt. Hij volgde tekenlessen aan de academie en schreef zelf toneelstukjes. Hij werkte een tijdje als retoucheur bij een fotograaf en na zijn legerdienst werkte hij in het Gesticht van Bakteriologie en Hygiëne aan de Gentse universiteit als bediende. Hij begon in de jaren veertig met burleske revues samen met Hélène Maréchal, die hij in de loop der jaren geleidelijk tot volwaardige stukken uitbreidde. De Gentse Minardschouwburg stond bekend als de vaste stek van zijn gezelschap, Romain Deconinck en zijn beren genoemd. Hij schreef, regisseerde en speelde zelf; zijn toneelstukken waren voor de overgrote meerderheid volkse komedies, af en toe met een thriller afgewisseld. Deconinck richtte zich op een zo breed mogelijk publiek: de humor moest eenvoudig zijn, en het stuk diende steeds toegankelijk te blijven. De acteurs van het gezelschap waren eveneens amateurs. In totaal schreef hij ruim 140 verschillende toneelstukken; tot de bekendste behoren Bij Tante Wanne en Dag Katrien. Sommige zijn in het min of meer vaste repertoire van het volkstoneel opgenomen. Naast de Minardschouwburg, in de Gentse Walpoortstraat, hield hij café Marimain open, dat lang na zijn dood nog steeds die naam draagt. ("Marimain" is een samentrekking van de namen van zijn toenmalige echtgenote Mary Brouillard en van Romain). In de Peperbus op Radio 2 werd Romain Deconinck bekend als Nonkel Miele. Hij bracht dit personage daarna ook op de planken o.a. met "Nonkel Miele en tante Nitte weten nu nog van de hitte" in 1954. Tijdens de Gentse Feesten van 1990 voerde hij zijn laatste stuk op ("Dag Katrien") in de heropende Minard-schouwburg die toen al een tijdje gesloten was om veiligheidsredenen. Na de sluiting van de Minard werkte Romain tot zijn grote ergernis een tijdje in het dienstencentrum in Ledeberg.

### Films en televisie
Deconinck speelde mee in de films Mira, Het dwaallicht, Help, de dokter verzuipt! en Dokter Pulder zaait papavers en regisseerde de televisieseries Slisse & Cesar en De kolderbrigade. In de Urbanusfilm Koko Flanel speelde hij Urbanus' vader. In de televisieserie De Filosoof van Haeghem speelde hij eind jaren zestig de hoofdrol van Titten, naar het werk van Jef Scheirs. Dit was zijn grote doorbraak. Ook was hij te zien in Met Pensioen, de eerste aflevering van De Collega's. Deconinck klonk velen ook vertrouwd in de oren dankzij de radiorubriek De peperbus, waarin hij op Radio 2 grappen in het Gentse dialect vertelde. Eind jaren '70 werd hij gevraagd een grote productie te schrijven voor televisie. Dat werd "De Kolderbrigade" en was een samenwerking met Gaston en Leo.

#### Televisiewerk
1. De filosoof van Haeghem. Regie : Maurits Balfoort, scenario : Jef Scheirs in bewerking van C.J. Staes. 1966

2. Klaverweide. Nederlandse productie met scenario van André kuyten in regie van Nick Van de Boezem, 1974.

3. De Man van 59. Regie : Dré Poppe en scenario : Jos Vandeloo, 1975.

4. Centraal Station. Regie : Paul Cassermans en scenario : Hans Keuls, 1975.

5. Het gouden jubelfeest. Regie : Dré Poppe en scenario : Gaston Martens, 1976.

6. Het souper der kardinalen. Regie : Bob Storme en scenario : Julio Dantas, 1976.

7. De collega’s. Regie en scenario : Jan Matterne, 1977.

8. De dag dat het kampioenschap van België verreden werd. Regie : Dré Poppe en scenario : Marc De Bie , 1978.

9. Het testament. Regie : Anton Stevens en scenario : Roger Van Ransbeek, 1978.

10. Ver van Vilvoorde. Regie : Pol Dehert en scenario : Jean Paul Wenzel, 1978.

11. Gelukkige verjaardag. Regie : Anton Stevens en scenario : Walter Van den Broeck, 1978.

12. In de rats. Regie : Dré Poppe en scenario : Donald Churchill, 1978.

13. Maria Speermalie. Regie : Antoine Moskovcka en scenario : Herman Teirlinck,1979.

14. De Paradijsvogels. Regie : Anton Peters en scenario : Gaston Martens, 1980.

15. De Kolderbrigade. Regie en scenario : Romain Deconinck in samenwerking met
Leo Martin en Gaston Berghmans, 1975-1980.

16. Het koperen schip. Regie : Peter Simons en scenario : Libera Carlier, 1980.

17. Levenslang. Regie : Dré Poppe en scenario: Roger Van Ransbeek, 1984.

18. Het volle leven. Regie : Jos Verlinden en scenario : C.P.A. Hollierhoek, 1988.

#### Films (Vlaanderen)
1. De klucht van de brave moordenaar. Regie : Jef Bruyninckx en scenario : Jos Janssen, 1956.

2. Vuur, liefde en vitaminen. Regie : Jef Bruyninckx en scenario : Jeroom Verten, 1956.

3. Wat doen we met de liefde. Regie : Jef Bruyninckx en scenario : Jeroom Verten, 1957.

4. Het geluk is voor morgen. Regie : Jef Bruyninckx en scenario : Jeroom Verten, 1958. 

5. Vrijgezel met 40 kinderen. Regie : Jef Bruyninckx en scenario : Ke Riema, 1958.

6. Mira of De teleurgang van de Waterhoek. Regie : Fons Rademakers, auteur : Stijn Streuvels en scenario : Hugo Claus, 1971.

7. Het Laatste oordeel. Regie en scenario : Guido Hendrickx, 1971. (1977 : in de trilogie Gejaagd door de winst)

8. Het Dwaallicht. Regie : Frans Buyens en auteur : Willem Elsschot, 1973.

9. Wondershop. Regie : Frans Buyens en scenario : Guido Staes, 1973.

10. Salut en de kost. Regie en scenario : Patrick Lebon, 1974.

11. De dode. Regie : Jacques Servaes en scenario : Dalton Trevisan, 1979.

12. Koko Flanel. Regie : Stijn Coninx en auteurs : Urbanus en Stijn Coninx, 1989.

#### Films (Nederland)
1. Angela of Love comes quietly. Regie : Nikolaï Van der Heyden en scenario : André Kuyten, 1973.

2. Help, de dokter verzuipt ! Regie : Nikolaï Van der Heyden en scenario : Felix Thysen, 1974.

3. Dokter Pulder zaait papavers. Regie : Bert Haanstra en scenario : Antoon Koolhaas, 1975.

4. De Radiodroom. Regie : Filip Jansens en scenario : Filip Jansens en Frank Zaagsma, 1976.

5. Een stille liefde. Regie en scenario : René Van Nie, 1977.

### Trivia en diversen
Hij werd in 1987 door de Snorrenclub Antwerpen tot "Snor van het Jaar" uitgeroepen.
In het najaar van 2005 brachten theater Taptoe en Theater Malpertuis & Minard een eerbetoon aan de man. Dit kaderde in een grotere actie Romain Royal, georganiseerd door het Amsab-ISG naar aanleiding van de 25e verjaardag van die instelling. Datzelfde jaar eindigde hij ook op nr. 284 in de Vlaamse versie van De Grootste Belg, buiten de officiële nominatielijst.
Van Romain Deconinck is een standbeeld gemaakt door de Gentse kunstenaar Etienne Hublau. We zien Deconinck in een van zijn bekendste rollen, als inspecteur Kamiel Sprottaert. Het standbeeld zit op de trappen vóór de Minardschouwburg, op het plein dat ook naar hem vernoemd werd. Aan de gevel van de schouwburg hangt een gedenkplaat.
Romain Deconinck was drie maal gehuwd, van 1967 tot zijn overlijden eind 1994, was dit met Yvonne Delcour. Hij werd begraven op de Westerbegraafplaats te Gent. Delcour overleed dertig jaar later, in augustus 2024.
Na zijn dood droeg Yvonne Delcour zijn archief over aan het Amsab-ISG; dat is vrij raadpleegbaar in de leeszaal.
De toneelvereniging "De Melomanen" uit Gent brengt sinds 1981 gedurende de Gentse Feesten een komedie van de Gentse volksschrijver Romain Deconinck op de planken.